# Jurlina Tomljenović
Jurlina Tomljenović (1676. – 1732.) je bio hrvatska vojna osoba. Bio je vođom Bunjevačke ili Smiljanske bune.